# Merelbeke
Merelbeke este o comună neerlandofonă situată în provincia Flandra de Est, regiunea Flandra din Belgia. La 1 ianuarie 2008 avea o populație totală de 22.705 locuitori. 

## Geografie
Comuna actuală Merelbeke a fost formată în urma unei reorganizări teritoriale în anul 1977, prin înglobarea într-o singură entitate a mai multor comune învecinate. Suprafața totală a comunei este de 36,65 km². Comuna este subdivizată în secțiuni, ce corespund aproximativ cu fostele comune de dinainte de 1977. Acestea sunt:
| - I. Merelbeke - II. Bottelare - III. Lemberge - IV. Melsen - V. Munte - VI. Schelderode |

Localitățile limitrofe sunt:
- a. Melle
- b. Gontrode (Melle)
- c. Landskouter (Oosterzele)
- d. Moortsele (Oosterzele)
- e. Scheldewindeke (Oosterzele)
- f. Baaigem (Gavere)
- g. Gavere
- h. Vurste (Gavere)
- i. Zevergem (De Pinte)
- j. Zwijnaarde (Gent)
- k. Gent
- l. Ledeberg (Gent)
- m. Gentbrugge (Gent)